# Оборона Бихова (1707)
Оборона Бихова (1707) під час Північної війни (1700—1721) проти російських військ.
Після взяття Старого Бихова козаками і військами ВКЛ в 1702 році генерал артилерії ВКЛ К. Синицький-Бонч (за інними джерелами Сяницький) практично став єдиним правителем Бихівщіни і прибрав до своїх рук усі прибутки Могилевської економії. Разом зі своїми прихильниками він збирався зрадити королю Августу Сильному і готував виступ проти російських військ. Спочатку він наказав посилити бастіонні укріплення Бихова, що було зроблено «кривавою людською роботою».
Після прибуття в Бихів військ під командуванням його брата — підстолника ВКЛ, полковників Ліндорфа і Берлінкурта Синицький підняв заколот. Була пограбована російська армійська скарбниця, яка доставляла солдатські гроші до місця дислокації полків. Синицькі направили повідомлення про свій заколот прихильникам Сапег і шведському королю Карлу XII із закликом прийти на Білоруське Подніпров'я, обіцяючи їм всіляку підтримку. У відповідь Петро I терміново направив кілька десятків російських полків під командуванням генералів Бовре, Чамберса, Фанвердена і Волконського.
Бихів на той час був першокласно укріпленою цитаделлю з великою кількістю гармат, пішого та кінного війська. Безперервне бомбардування Бихова і особливо замку велося цілодобово кілька днів поспіль. Значні руйнування і пожежі, відсутність допомоги від Сапегів і короля Карла XII змусили Синицьких піти на переговори про капітуляцію. Було підписано угоду з 13 пунктів про умови здачу Бихова російській армії. За угодою, в замку повинні бути 2 коменданти і змішаний гарнізон з військ Московського царства і ВКЛ, жителі міста і волості зберігали свої права і привілеї, старші офіцери з бунтівного війська присягали ніколи не воювати проти «найсветлейшего царя», Синицькі могли вільно покинути Бихів, вся артилерія міста і замку повинна була залишитися на валах.
Але російські генерали, що підписували угоду, вже мали на руках царський наказ про арешт Синицьких і висилку їх у Сибір. Після здачі міста і замку закутих у кайдани братів Синицьких вивезли на заслання. Після цього і «всю армату Биховську, якій було кілька десятків штук, а також армату замкову замку Могильовського 15 штук … Москва, склавши в байдари, відправила вниз Дніпром до Києва». Судячи з інвентарю «армати цейхгауза» за 1707 рік, в Бихові було 30 своїх гармат калібром від 1 до 100 фунтів, близько 50 бочок «пороху» кричевського, піхотні і артилериські гранати, багато військового спорядження. Після Биховського захисту російський гарнізон в кілька тисяч солдатів стояв у Бихові більше 7 років, потім зруйнував міські ворота, підірвав укріплення і покинув місто.